# ツインビーミラクル 〜不思議なベルの大陸〜
『ツインビーミラクル 〜不思議なベルの大陸〜』（ツインビーミラクル ふしぎなベルのたいりく）は発売中止になったプレイステーションソフトで、ジャンルはRPG。

## 概要
1995年9月に各種プレイステーション情報誌などに発表され、1996年に発売予定だったが、1996年末に発売中止が決定されて『ツインビーRPG』として再制作された。

## ツインビーRPGとの違い
- 2D視点のRPGとして制作された。
- キャラクターデザインはShuzilow.HA。
- 主人公がライトである。
- 冒険の舞台はドンブリ島ではない。
- ライト達が生身で戦う場面もある。

## ストーリー
ドンブリ島のはるか西に位置するパエリヤ大陸からSOS信号を受信したシナモン博士はツインビーチームを向かわせるが、パエリヤ大陸を目前にした所で黒い嵐に襲われてしまう。意識を失っていたライトを助けた少年はミルと言い、パエリヤ大陸で正体不明のロボット軍団が暴れ回っており大陸が滅茶苦茶になっている事、そのロボット軍団がツインビーを近くの洞窟へ運んでいくのを見たという。ライトはミルと共にパエリヤ大陸の危機を救うために行動を開始するのだった。

## 登場人物
担当声優は1995年9月に発売したPlay Station Magazineの情報による。
ライト
声 - 山口勝平
本作の主人公。
ツインビー
声 - 田中真弓
ライトの相棒にして乗機。
ドラゴンツインビー
ツインビーのパワーアップ形態。
パステル
声 - 椎名へきる
ドンブリ島のアイドル的存在で、ライトの従妹ではあるが彼を「お兄ちゃん」と呼んでいる。
ウィンビー
声 - 西原久美子
パステルの相棒にして乗機。
エンジェルウィンビー
ウィンビーのパワーアップ形態。
ミント
声 - 伊藤美紀
パステルの弟の天才赤ちゃん。
グインビー
声 - 伊藤美紀
ミントのお守り兼相棒にして乗機。
ナイトグインビー
グインビーのパワーアップ形態。
シナモン博士
声 - 田中和実
ライト達の良き理解者。音信不通となったライト達が心配になり秘蔵戦艦「ビッグビー」でパエリヤ大陸に向かう。
マドカ
声 - 國府田マリ子
ライトとパステルの友達で、中学生ながらタンポポタウンにて喫茶店「ファンタジアン」を経営している。シナモン博士、マードック博士と共にビッグビーに乗り込む。
マードック博士
声 - 八奈見乗児
マドカの祖父にしてシナモン博士の友人。シナモン博士、マドカと共にビッグビーに乗り込む。
シーズ
声 - 緒方恵美
レンゲ島に住むワルモン博士製アンドロイド。直情型で憎まれ口が多いが、性根は優しく、サリュートによれば結構心配性らしい。BT-01（ブラックツインビー1号機）のパイロット。ビッグビーを目撃してサリュートと共に同行する。
サリュート
声 - 山崎和佳奈
シーズの姉で、同じくワルモン博士が制作したアンドロイドだが、シーズとは対照的に物静かな性格。BT-02のパイロット。ビッグビーを目撃してシーズと共に同行する。
ワルモン博士
声 - 岸野幸正
どこか憎めない悪の科学者。ビッグビーを目撃して何かあると直感してシナモン博士の後を追う。
ザコビー
声 - 沼田祐介
ワルモン博士がツインビーに対抗するために制作した、100体ほどいる量産型メカ。ワルモン博士に流されるまま行動する事になる。
メローラ姫
声 - 井上喜久子
人間達の良き心の集合体。
ミル
声 - 折笠愛
ライトを助けた少年。ミルジェットという戦闘機に搭乗する。
ローラ
声 - 久川綾
ミルから「ローラお姉ちゃん」と慕われているパン屋を経営する少女。ローラカーゴという輸送機に搭乗する。
マッスル
声 - 玄田哲章
パエリヤ大陸の軍人で謎のロボット軍団から市民を守るために戦っている。マッスルスーツというパワードスーツに搭乗する。
タフーン
声 - 井上和彦
ポチと共に行動する謎のロボットだが、ある経緯を得てライト達に協力する。
ポチ
声 - 田中和実
タフーンの相棒。状況に応じて下記のタイプに変形してタフーンの搭乗機となる。
ポチマシーン
ポチのバイク形態。
ポチドリル
ポチのドリル戦車形態。
ポチファイヤー
ポチの戦闘機形態。
ポチマリーン
ポチの潜水艦形態。
デーモン将軍
声 - 不明
パエリヤ大陸の将軍であるが、その正体は謎のロボット軍団と称したクーデター軍を操る黒幕。
スメール大臣
声 - 不明
パエリヤ大陸の大統領の重鎮であるが、デーモン将軍に賛同してクーデターに協力し、大統領を拉致、監禁した。
エチゴヤ
声 - 不明
デーモン将軍とスメール大臣とは癒着で繋がっている闇金融の元締め。